# Association française des premiers secours
Pour les articles homonymes, voir AFPS.
Ne doit pas être confondu avec Association nationale des premiers secours ou Attestation de formation aux premiers secours.
L’association française des premiers secours, abrégé AFPS, est une association française.
Elle a obtenu en 2008 l'agrément pour la formation aux premiers secours (NOR IOCE0825750A) et l'agrément de Sécurité Civile (IOCE0829062A).
En aout 2011, l'AFPS perd ses agréments de formation et de sécurité civile à la suite d'un rapport de l'inspection générale de l'administration. L'AFPS conteste cette décision et porte l'affaire au tribunal.
Le 17 décembre 2012, le tribunal administratif constate que les deux arrêtés pris le 1er aout 2011 ne sont pas suffisamment motivés au regard de la loi du 11 juillet 1979 et ont été pris à l'issue d'une procédure irrégulière, en méconnaissance de l'article 24 de la loi du 12 avril 2000. Le tribunal administratif décide que les deux arrêtés du ministre de l’intérieur, de l'outre-mer, des collectivités territoriales et de l'immigration du 1er août 2011 sont annulés. L’État est condamné à verser une somme de 1500€ à l'AFPS. 
En date du 11 mars 2013, l'AFPS reçoit de la part de la DGSCGC son agrément n° PSC1 - 1301P33 relatif à la formation d'unité d'enseignement "prévention et secours civique de niveau 1". 
Le dossier au tribunal administratif poursuit son cours.

Historique

## Missions
Elle :
- coopérait avec l'État et les collectivités territoriales pour participer aux missions de protection et de sécurité civiles (par exemple les dispositions prévisionnelles de secours[2]) ;
- promeut le secourisme, la prévention et l'esprit de sécurité civiles, la notion de citoyenneté par l'éducation à la prévention des risques et au secourisme ;
- assure et fait assurer l'enseignement des premiers secours :
  - PSC1 Formation de base aux premiers secours#Prévention et secours civiques de niveau 1 (PSC1) [3] ;
  - SST Formation sauveteur secouriste du travail ;
- assurait les formations complémentaires et optionnelles aux premiers secours :
  - PSE1 premier secours en équipe de niveau 1[4] ;
  - PSE2 premier secours en équipe de niveau 2[5] ;
  - Le BNMPS Brevet de moniteur national de premiers secours[6] ;
  - La formation continue (PSE1, PSE2, PAE1, PAE3).